# Shonan Bellmare
Shonan Bellmare (湘南ベルマーレ Shōnan Berumāre) là một câu lạc bộ bóng đá Nhật Bản, hiện đang thi đấu tại J. League Hạng 1. Câu lạc bộ có trụ sở tại Hiratsuka, phía tây Kanagawa; sân nhà của họ là Sân vận động Điền kinh Hiratsuka ở Hiratsuka. Tên Bellmare có nguồn gốc từ tiếng Ý "bello" nghĩa là "đẹp" và "mare" là "biển", và được rút gọn từ Castellammare di Stabia  (Castello-lâu đài, al-trên, mare- biển),. Shonan đề cập đến một khu vực ven biển gồm Hiratsuka.

## Lịch sử

### Những năm đầu
Câu lạc bộ thành lập năm 1968 với tên gọi Câu lạc bộ bóng đá Phát triển Bất động sản Towa ở thành phố Tochigi. Họ lên hạng Japan Soccer League (JSL) Hạng 1 năm 1972. Rồi đổi tên thành Fujita Kogyo sau khi Công ty Phát triển Bất động sản Towa chuyển giao quyền sở hữu đội cho Fujita Kogyo, và câu lạc bộ chuyển về Hiratsuka.
Câu lạc bộ 3 lần vô địch JSL (trong đó có hai lần giành cú double cùng Cúp Hoàng đế) trong năm 1977 và 1981. Họ xuống hạng JSL Hạng 2 năm 1990. Dù vô địch JSL Hạng 2 mùa cuối cùng năm 1991–92, do sự lên chuyên nghiệp và thành lập J. League họ không đáp ứng điều kiện thăng hạng, đành dành chiếc vé cho đội á quân, Kashima Antlers (trước đó là Sumitomo).

### 1993 (JFL)
Năm 1993, câu lạc bộ lấy tên là Shonan Bellmare. Họ nộp đơn gia nhập Thành viên Liên kết J. League và được chấp nhận. Họ thi đấu tại Japan Football League cũ Hạng 1 và giành chức vô địch. Sau khi Hội đồng thành phố Hiratsuka cam kết tài trợ cho việc nâng cấp sân vận động Hiratsuka để đáp ứng các yêu cầu J. League, J. League chấp nhận câu lạc bộ.

### 1994–1997 (Kỷ nguyên vàng)

Bellmare Hiratsuka 1994–1999

Câu lạc bộ đã buộc phải thay đổi tên thành Bellmare Hiratsuka vì J. League yêu cầu những câu lạc bộ tham dự khi ấy phải mang tên của thành phố mà họ đại diện. Câu lạc bộ ban đầu phải vật lộn để chiến đấu với các đối thủ tại J. League và kết thúc giai đoạn 1 mùa 1994 ở vị trí áp chót. Tuy nhiên, họ đã trở lại trong giai đoạn thứ hai và kết thúc ở vị trí á quân. Tiếp đà ấy, câu lạc bộ giành chức vô địch Cúp Hoàng đế 1994–1995. Chức vô địch giúp Bellmare giành quyền thi đấu tại Cúp các câu lạc bộ đoạt cúp bóng đá quốc gia châu Á 1996, nơi họ đánh bại câu lạc bộ của Iraq Al Talaba trong trận chung kết. Hidetoshi Nakata gia nhập câu lạc bộ năm 1995 và họ cũng có chiêu mộ thành công cầu thủ gốc Brazil Wagner Lopes cùng tuyển thủ Hàn Quốc Hong Myung-Bo. Đây được coi là giai đoạn thành công nhất lịch sử câu lạc bộ.

### 1998–1999 (Giai đoạn khó khăn)
Bốn cầu thủ Bellmare được chọn thi đấu tại FIFA World Cup 1998. Đó là Nakata, Lopes, Hong và thủ môn Nobuyuki Kojima. Tuy nhiên khi Nakata rời đi để tới Perugia sau World Cup, câu lạc bộ bắt đầu suy yếu. Nhà tàu trợ chính Fujita quyết định ngừng tài trợ năm 1999 do gặp khó khăn về tài chính. Câu lạc bộ buộc phải để những cầu thủ lương cao như Lopes, Hong hay Kojima ra đi. Họ xếp cuối J1 năm 1999 và xuống hạng J2.

### 2000–2009 (J2)
Câu lạc bộ bắt đầu một khởi đầu mới. Quyền sở hữu đã được chuyển giao cho một tổ chức cộng đồng sở hữu. Họ cũng thay đổi tên thành Shonan Bellmare sau khi J. League cho phép mở rộng việc đặt tên thành phố và thị trấn xung quanh Hiratsuka. Khán giả của câu lạc bộ cũng không còn được hùng mạnh và nó ảnh hưởng nghiêm trọng đến việc thúc đẩy lên hạng J1.
Ngày 5 tháng 12 năm 2009, Shonan trở lại J1 sau khi kết thúc ở vị trí thứ 3 mùa 2009.

### 2010–
Sự trở lại của Shonan tại J1 diễn ra một cách nhanh chóng họ phải vật lộn ở dưới cùng của bảng xếp hạng suốt mùa giải. Họ phải trở lại J2 trước 4 vòng đấu.

## Kết quả tại J. League
| Mùa  | Hạng | Số đội | Vị trí | Trung bình khán giả | J. League Cup | Cúp Hoàng đế | châu Á | châu Á  |
| ---- | ---- | ------ | ------ | ------------------- | ------------- | ------------ | ------ | ------- |
| 1994 | J1   | 12     | 5      | 17,836              | Vòng 1        | Vô địch      | -      | -       |
| 1995 | J1   | 14     | 11     | 16,111              | -             | Vòng 2       | -      | -       |
| 1996 | J1   | 16     | 11     | 10,483              | Bán kết       | Tứ kết       | C2     | Vô địch |
| 1997 | J1   | 17     | 8      | 7,841               | Vòng bảng     | Tứ kết       | -      | -       |
| 1998 | J1   | 18     | 11     | 10,158              | Vòng bảng     | Vòng 4       | -      | -       |
| 1999 | J1   | 16     | 16     | 7,388               | Vòng 1        | Vòng 3       | -      | -       |
| 2000 | J2   | 11     | 8      | 4,968               | Vòng 1        | Vòng 3       | -      | -       |
| 2001 | J2   | 12     | 8      | 4,112               | Vòng 1        | Vòng 2       | -      | -       |
| 2002 | J2   | 12     | 5      | 4,551               | -             | Vòng 4       | -      | -       |
| 2003 | J2   | 12     | 10     | 4,731               | -             | Vòng 4       | -      | -       |
| 2004 | J2   | 12     | 10     | 4,691               | -             | Vòng 5       | -      | -       |
| 2005 | J2   | 12     | 7      | 5,746               | -             | Vòng 3       | -      | -       |
| 2006 | J2   | 13     | 11     | 5,365               | -             | Vòng 4       | -      | -       |
| 2007 | J2   | 13     | 6      | 4,677               | -             | Vòng 4       | -      | -       |
| 2008 | J2   | 15     | 5      | 5,994               | -             | Vòng 3       | -      | -       |
| 2009 | J2   | 18     | 3      | 7,273               | -             | Vòng 2       | -      | -       |
| 2010 | J1   | 18     | 18     | 11,095              | Vòng bảng     | Vòng 3       | -      | -       |
| 2011 | J2   | 20     | 14     | 6,943               | -             | Tứ kết       | -      | -       |
| 2012 | J2   | 22     | 2      | 6,852               | -             | Vòng 3       | -      | -       |
| 2013 | J1   | 18     | 16     | 9,911               | Vòng bảng     | Vòng 3       | -      | -       |
| 2014 | J2   | 22     | 1      | 8,478               | -             | Vòng 3       | -      | -       |

## Danh hiệu

### Towa / Fujita
- Giải bóng đá vô địch toàn Nhật Bản: (1) 1971
- Japan Soccer League: (3) 1977, 1979, 1981
- JSL Cup: (1) 1973
- Cúp Hoàng đế: (2) 1977, 1979

### Bellmare Hiratsuka / Shonan Bellmare
- Cúp Hoàng đế: (1) 1994
- Cúp các câu lạc bộ đoạt cúp bóng đá quốc gia châu Á: (1) 1996

## Lịch sử thi đấu
- Kanto Football League: 1970–71
- Hạng 1 (Japan Soccer League Div. 1): 1972–89 (1972–74 Towa Real Estate Development; 1975–89 Fujita Kogyo)
- Hạng 2 (Japan Soccer League Div. 2): 1990–91 (Fujita Kogyo)
- Hạng 2 (Japan Football League (cũ) Div. 1): 1992–93 (Fujita Kogyo)
- Hạng 1 (J. League Div. 1): 1994–99 (Bellmare Hiratsuka)
- Hạng 2 (J. League Div. 2): 2000–09 (Shonan Bellmare)
- Hạng 1 (J. League Div. 1): 2010
- Hạng 2 (J. League Div. 2): 2011–12
- Hạng 1 (J. League Div. 1): 2013
- Hạng 2 (J. League Div. 2): 2014–

## Cầu thủ

### Đội hình hiện tại
Tính đến 13 tháng Giêng 2015
Ghi chú: Quốc kỳ chỉ đội tuyển quốc gia được xác định rõ trong điều lệ tư cách FIFA. Các cầu thủ có thể giữ hơn một quốc tịch ngoài FIFA.
| Số | VT | Quốc gia | Cầu thủ                           |
| -- | -- | -------- | --------------------------------- |
| 1  | TM | Nhật Bản | Akimoto Yota                      |
| 2  | HV | Nhật Bản | Kikuchi Shunsuke                  |
| 3  | HV | Nhật Bản | Endo Wataru                       |
| 4  | HV | Brasil   | André Bahia                       |
| 5  | TV | Nhật Bản | Kobayashi Shota                   |
| 6  | TV | Nhật Bản | Nagaki Ryota                      |
| 7  | TV | Nhật Bản | Otake Yohei                       |
| 8  | TV | Nhật Bản | Yamada Naoki (mượn từ Urawa Reds) |
| 9  | TĐ | Brasil   | Thiago Quirino                    |
| 10 | TV | Nhật Bản | Kikuchi Daisuke                   |
| 11 | TĐ | Nhật Bản | Fujita Yoshihito                  |
| 13 | HV | Nhật Bản | Hiroya Kenta                      |
| 14 | TV | Nhật Bản | Fujita Seiya                      |
| 15 | HV | Hàn Quốc | Kim Jong-Pil                      |
| 16 | TV | Nhật Bản | Ishikawa Toshiki                  |

| Số | VT | Quốc gia | Cầu thủ                           |
| -- | -- | -------- | --------------------------------- |
| 17 | HV | Nhật Bản | Misao Yuto                        |
| 18 | TĐ | Brasil   | Alison                            |
| 19 | TĐ | Nhật Bản | Otsuki Shuhei                     |
| 20 | HV | Nhật Bản | Tsuboi Keisuke                    |
| 21 | TM | Nhật Bản | Kajikawa Yuji                     |
| 22 | TĐ | Nhật Bản | Okada Shohei (mượn từ Sagan Tosu) |
| 23 | TV | Nhật Bản | Takayama Kaoru                    |
| 24 | HV | Nhật Bản | Okazaki Ryohei                    |
| 25 | TM | Hàn Quốc | Lee Ho-Seung                      |
| 26 | TV | Nhật Bản | Kani Masataka                     |
| 27 | TV | Nhật Bản | Shirai Kosuke                     |
| 30 | HV | Nhật Bản | Shimamura Tsuyoshi                |
| 48 | TV | Nhật Bản | Takeda Eijiro                     |
| —  | TĐ | Brasil   | Amorim                            |

### Cho mượn
Ghi chú: Quốc kỳ chỉ đội tuyển quốc gia được xác định rõ trong điều lệ tư cách FIFA. Các cầu thủ có thể giữ hơn một quốc tịch ngoài FIFA.
| Số | VT | Quốc gia | Cầu thủ                               |
| -- | -- | -------- | ------------------------------------- |
| —  | HV | Nhật Bản | Fukuoka Shota (tại Fukushima United)  |
| —  | HV | Nhật Bản | Kamekawa Masashi (tại Avispa Fukuoka) |
| —  | TV | Nhật Bản | Ando Akira (tại Fukushima United)     |
| —  | TV | Nhật Bản | Iwao Ken (tại Mito HollyHock)         |

| Số | VT | Quốc gia | Cầu thủ                                |
| -- | -- | -------- | -------------------------------------- |
| —  | TV | Nhật Bản | Kajikawa Ryota (tại V-Varen Nagasaki)  |
| —  | TV | Nhật Bản | Maeda Naoki (tại Fukushima United)     |
| —  | TĐ | Nhật Bản | Miyaichi Tsuyoshi (tại Mito HollyHock) |
| —  | TĐ | Nhật Bản | Tamura Shota (tại Fukushima United)    |

### Cầu thủ từng dự World Cup
- World Cup 1998
  -  Kojima Nobuyuki
  -  Wagner Lopes
  -  Nakata Hidetoshi
  -  Hong Myung-Bo

## Huấn luyện viên
| Huấn luyện viên    | Quốc tịch | Giai đoạn             |
| ------------------ | --------- | --------------------- |
| Hisashi Kato       | Nhật Bản  | 2000                  |
| Masaaki Kanno      | Nhật Bản  | 5/6/2006 – 31/12/2008 |
| Yasuharu Sorimachi | Nhật Bản  | 1/1/2009 – 31/12/2011 |
| Cho Kwi-jea        | Hàn Quốc  | 1/1/2012–             |